# イオンタウン山梨中央
イオンタウン山梨中央（イオンタウンやまなしちゅうおう）は山梨県中央市下河東にあるネイバーフッド型ショッピングセンター（NSC）である。

## 概要
2008年（平成20年）6月12日にロック開発が「ロックタウン山梨中央ショッピングセンター」を開設したのが始まりである。
2011年（平成23年）5月27日にはマックスバリュ東海が運営していた食品スーパーのマックスバリュ山梨中央店が全面改装の上業態転換し、ディスカウント店のザ・ビッグ山梨中央店として新装開店した。
同店はマックスバリュ東海によるザ・ビッグとしては第1号店であった。

## 沿革
- 2008年（平成20年）6月12日　ロック開発が「ロックタウン山梨中央ショッピングセンター」を開設[1]。
- 2011年（平成23年）
  - 5月27日　マックスバリュ山梨中央店が業態転換し[2]、ザ・ビッグ山梨中央店として新装開店[3]。
  - 9月1日　ショッピングセンターの名称を「イオンタウン山梨中央」に変更。

## 交通アクセス
鉄道
- 身延線小井川駅より徒歩10分
- 身延線常永駅より徒歩10分

バス
- 甲府駅8番乗り場より
  - 山梨交通バス57系統「山梨大学医学部附属病院」行きに乗車、「医大宿舎入口」バス停下車、徒歩1分
  - 山梨交通バス56・58系統「山梨大学医学部附属病院」行きに乗車、終点で下車し徒歩5分

自動車
- 新山梨環状道路玉穂中央ランプより車で3分
- 中央自動車道甲府昭和インターチェンジより車で10分